# Rucentra grossepunctata
Rucentra grossepunctata là một loài bọ cánh cứng trong họ Cerambycidae.